# NGC 6877
NGC 6877 este o galaxie situată în constelația Păunul. A fost descoperită în 27 iunie 1835 de către John Herschel.